# Andreas von Knichen
Andreas von Knichen, auch: Kniche; (* 7. April 1560 in Aschersleben; † 7. Juni 1621 in Zerbst) war ein deutscher Rechtswissenschaftler und Politiker.

## Leben
Andreas Knichen lässt sich zum ersten Mal bei seiner Immatrikulation an der Universität Wittenberg am 4. Oktober 1573 nachweisen. Am 9. Oktober 1578 wechselte er an die Universität Marburg und bezog im Jahr 1584 die Universität Basel, wo er zum Doktor der Rechte promovierte. Im Anschluss begab er sich an die Universität Heidelberg, wo er von 1586 bis 1589 als Professor der Institutionen tätig war.
1592 wurde er zum Kanzler des Herzogs Johann Ernst von Sachsen-Eisenach und erwarb sich während seiner Amtszeit das Gut Freckleben in Anhalt. 1604 wurde er für zehn Jahre Rat beim Herzog Friedrich von Braunschweig und des Kurfürsten Johann Sigismund von Brandenburg. Diese unterstützte er in Streitigkeiten mit der Stadt Braunschweig und half bei Verhandlungen zur Klärung über die Erbschaft in Cleve. 1614 wird er fürstlich anhaltischer Geheimrat und Kanzlers in Zerbst, wo er bis zu seinem Lebensende wirkte.
Von Kaiser Rudolf II. erhielt er den Adelstitel sowie die Würde eines (Hof-)Pfalzgrafen. Er verfasste vornehmlich staatsrechtliche Schriften. Knichen trat als Gegner der Territorialhoheit der freien und Reichsstädte auf, was ihn in Konflikt mit den Städten brachte. Er hatte sich 1600 mit Katharina, der Tochter des Petrus Wesenbeck vermählt. Aus dieser Ehe ist der Sohn Rudolf Gottfried von Knichen († 1682) als Verfasser des Opus politicum (Frankfurt/M. 1682) bekannt.

## Werkauswahl
- De sublimi et regio territorii iure, synoptica tractatio; in qua principum Germaniae regalia territorio subnixa, vulgo Landes Obrigkeit indigitata, nusquam antehac digesta luculenter explicantur. Frankfurt a. M. 1600. Digitalisat der Bayerischen Staatsbibliothek. – Das Werk wurde von ihm selbst unter dem Kurztitel De iure territorii 1613 im 6. Band seiner Opera in dritter Auflage herausgegeben. Unter diesem Kurztitel hat es 1622 Christian Krembergk erneut als Editio Eruderata et Postrema in den Druck gegeben. Diese Auflage ist danach mehrfach nachgedruckt worden, z. B. Frankfurt 1658.

- De Vestiturarum pactionibus. 2 Teile, Frankfurt 1601 u. Hanau 1603; ²1618
- Velitatio apologetica: in qua civitatibus liberis Imperialibus … Coburg 1604, 1606.
- Illustrissimi Principis ac Domini, Domini Rudolphi, Principis Anhaltini … Rescriptum, Quadantenus immissio in emolumenta beneficiaria creditoribus sit decernenda? Leipzig 1620.